# 浜坂事件
浜坂事件（はまさかじけん）とは、北朝鮮（朝鮮民主主義人民共和国）によるスパイ事件。1960年（昭和35年）9月29日摘発（検挙）。

## 概要
河上崇弘こと金俊英は1936年（昭和11年）に朝鮮半島から日本に渡り、明治大学専門部政経科を卒業して1942年（昭和17年）に朝鮮に帰った。第二次世界大戦、朝鮮戦争を経た1959年（昭和34年）7月、朝鮮民主主義人民共和国当局は、彼を北朝鮮工作員として召喚し、在日スパイ網埋設のための在日朝鮮人の獲得工作などの任務を指令した。金俊英は同月下旬（1959年7月29日）、偽造外国人登録証明書、乱数表、工作資金等を携行して兵庫県美方郡浜坂町（現、新温泉町）の浜坂漁港より日本に密入国した。
金は密入国後、東京都杉並区馬橋に拠点を設け、金物会社の専務「川上崇弘」として活動し、在日本朝鮮人総聯合会（朝鮮総連）東京中央区委員長の呉相殷ともう1名（金泰明）を工作員として獲得、呉相殷より毎月20万円の工作資金の提供を受けながら活動した。金は2名に対し、工作対象人物のリサーチ、暗号通信傍受要領、北朝鮮への報告連絡方法などのスパイ訓練を施した。
その後、北朝鮮本国から3回にわたって帰国指令が出されたが「所定期間内に工作が進まなかったため、帰国を延期した」とされる。4度目の帰還命令を受けた金俊英は、呉相殷とともに1960年（昭和35年）9月26日、暗号文書を所持し、兵庫県浜坂町付近の海岸から密出国しようとしたが、連絡の手違いにより北朝鮮工作船との接触に失敗した。
兵庫県警察は、1960年（昭和35年）9月29日、密出国に失敗して東京のアジトに帰ろうとしていた金俊英（当時44歳）と呉相殷（当時51歳）の両名を逮捕した。1963年（昭和38年）1月22日、大阪高等裁判所は出入国管理令、関税法違反で金俊英に対し懲役1年の判決、呉相殷に対しては懲役6カ月、執行猶予2年の判決を下した。金は1964年（昭和39年）に帰還船で北朝鮮に帰国した。